# Municipio de Volga (Iowa)
El municipio de Volga (en inglés: Volga Township) es un municipio ubicado en el condado de Clayton en el estado estadounidense de Iowa. En el año 2010 tenía una población de 489 habitantes y una densidad poblacional de 4,84 personas por km².

## Geografía
El municipio de Volga se encuentra ubicado en las coordenadas 42°46′24″N 91°17′45″O / 42.77333, -91.29583. Según la Oficina del Censo de los Estados Unidos, el municipio tiene una superficie total de 101.12 km², de la cual 101,12 km² corresponden a tierra firme y (0 %) 0 km² es agua.

## Demografía
Según el censo de 2010, había 489 personas residiendo en el municipio de Volga. La densidad de población era de 4,84 hab./km². De los 489 habitantes, el municipio de Volga estaba compuesto por el 99,8 % blancos y el 0,2 % eran de una mezcla de razas. Del total de la población el 0 % eran hispanos o latinos de cualquier raza.